# Yên Sơn, Lục Nam
Yên Sơn là một xã thuộc huyện Lục Nam, tỉnh Bắc Giang, Việt Nam.

## Địa lý
Xã Yên Sơn là xã thuộc vùng chiêm trũng nằm ở phía tây nam của huyện Lục Nam, có vị trí địa lý:
- Phía nam giáp xã Vũ Xá
- Phía đông giáp các xã Khám Lạng, Bắc Lũng
- Phía bắc giáp xã Lan Mẫu
- Phía tây giáp huyện Yên Dũng.

Xã có diện tích là 18,83 km², dân số 2.276 hộ với 9.608 người, mật độ dân số đạt 510 người/km².

## Hành chính
Xã Yên Sơn được chia thành 16 thôn:
Thôn 11,
Thôn 15,
Thôn 16,
Thôn 17,
Thôn Chản Đồng,
Thôn Chản Làng,
Thôn Cổ Nhân,
Thôn Đống Vừng,
Thôn Kiều,
Thôn Mai Thưởng,
Thôn Nội Chùa,
Thôn Nội Đình,
Thôn Quyết Tâm,
Thôn Trại 2,
Thôn Trại Cầu,
Thôn Yên Thịnh.

## Lịch sử
Lịch sử dân tộc Việt Nam nói chung, Yên Sơn nói riêng trải qua những chặng đường đấu tranh liên tục chống chọi với thiên tai, giặc giã, phải vượt qua những khó khăn, thách thức... Trong cuộc Cách mạng Tháng Tám năm 1945, nhân dân Yên Sơn đã vùng lên giành chính quyền.
Trong kháng chiến chống thực dân Pháp nhân dân trong xã đã nhiều lần đánh quân Pháp ngay tại quê hương mình và đã lập lên nhiều chiến công, nên đã có câu thơ rằng: "Cổ Mân chiến địa vùi giặc Pháp, Yên Sơn muôn thủa đất anh hùng". Trong cuộc kháng chiến chống Mỹ, xã đã đóng góp rất nhiều sức người, sức của cho tuyền tuyến. Hiện nay xã có 205 liệt sĩ, 96 thương bệnh binh.
Kết thúc cuộc kháng chiến trường kỳ, gian khổ, nhân dân Yên Sơn bắt tay vào công cuộc kiến thiết. Hôm nay, Yên Sơn đã có những con đường bê tông. Điện đã thắp sáng khắp các nơi. Trường học ở cả hai cấp đều được xây cao tầng kiên cố và đã được công nhận đạt chuẩn Quốc gia. Trạm y tế cũng đã được công nhân đạt chuẩn quốc gia. Xã có 2 công trình là Đình Chùa Chản và Đình chùa Nội Đông đều đã được công nhận là di tích lịch sử văn hoá. Những cánh đồng đều đã được che chắn bởi những con đê khá vững chắc.